# Rue Cassini
Pour les articles homonymes, voir Rue Cassini (Nantes) et Cassini.
La rue Cassini est une voie située dans le quartier du Montparnasse du 14e arrondissement de Paris.

## Situation et accès
Longue de 200 mètres, elle commence au 34, rue du Faubourg-Saint-Jacques et finit au 63, avenue Denfert-Rochereau.
Elle est accessible par la station Saint-Jacques de la ligne 6 et par la gare de Port-Royal sur la ligne B du RER.

## Origine du nom

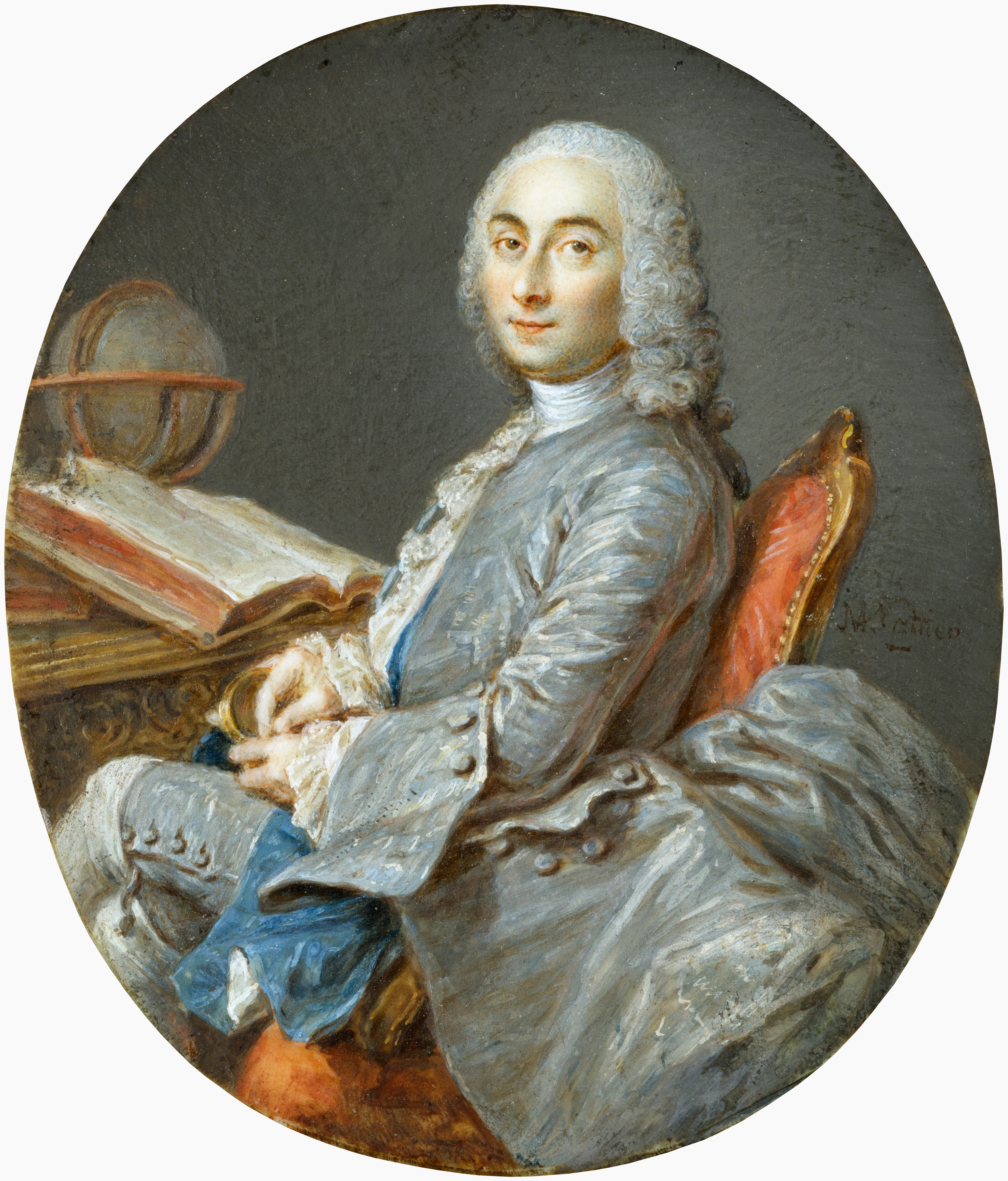
L’astronome César-François Cassini, par Jean-Marc Nattier (v. 1750).

La rue doit son nom à une famille d'astronomes : Jean-Dominique Cassini, d'origine italienne, qui dirigea l'observatoire de Paris à partir de 1671. Son fils, Jacques Cassini, pensionnaire à l'Académie des sciences dès 1712, abandonna les sciences en 1740. Son petit-fils, César-François Cassini, reprit après lui la direction de l'Observatoire et il fut chargé d'établir la carte de France.

## Historique
Les premiers noms de cette rue, située à côté de l'Observatoire, étaient « rue Maillet », « rue du Maillet », « rue des Deux-Maillets », « rue des Charbonniers » en 1620, puis « rue des Deux-Anges » jusqu'en 1790, où elle prit le nom de « rue Cassini ».
Dans son édition du 27 juin 1790 le Moniteur universel indique :
« Il y a longtemps que l'on a remarqué que les noms des grands hommes donnés aux rues de Paris seraient un monument de notre gloire et un objet d'émulation. On a profité des nouvelles rues qui avoisinent le Théâtre-Français et le Théâtre-Italien pour rendre ce tribut à nos auteurs dramatiques, mais on n'a rien fait dans ce genre en l'honneur des sciences. M. de la Lande a demandé à M. le Maire et au bureau de la Ville que la rue voisine de l'Observatoire fût appelée rue de Cassini, au lien de rue Maillet. Le nom de Cassini, depuis quatre générations, illustre ce quartier, et ce nom est identifié, pour ainsi dire, avec l'astronomie; aussi cette motion a-t-elle été accueillie, et l'on a placé de suite les nouveaux écriteaux. »
Une décision ministérielle du 26 vendémiaire an XII (19 octobre 1803) signée Chaptal fixe la largeur de cette voie publique à 7 mètres. Cette largeur est portée à 12 mètres, en vertu d'une ordonnance royale du 9 décembre 1838.

## Bâtiments remarquables et lieux de mémoire
C'est une rue bordée d'hôtels particuliers datant du début du XXe siècle où de nombreux artistes ont habité. Trois hôtels-ateliers construits par Louis Süe et Paul Huillard offrent un exemple d'architecture Art nouveau.
- No 1 (et no 34, rue du Faubourg-Saint-Jacques) : immeuble de logements (1900[1]).
— adresse principale d'Honoré de Balzac de mars 1828 à septembre 1837. Il y logeait sous le nom de M. Surville, celui de son beau-frère et de sa sœur Laure. Au moment où s’écroule son entreprise de fonderie de caractères d’imprimerie, il s’agit pour lui de disparaître de la vue des créanciers. Madame de Berny, rue d’Enfer-Saint-Michel, n’est pas très éloignée… et les faubourgs non plus, en cas de fuite nécessaire (Paris est alors bordé par le boulevard Saint-Jacques et le boulevard Raspail)[2]. C’est celle qui le voit se métamorphoser en un écrivain reconnu et où il entreprend, en particulier, La Comédie humaine[3].
— également à cette adresse[réf. nécessaire], Mme veuve André fait réaliser des travaux par Louis Süe et son collaborateur, l'architecte Paul Huillard, Bulletin municipal officiel du 4 juin 1903[4].
— dernier domicile, de 1911 à 1931, et lieu de décès du peintre et graveur Achille Ouvré (1872-1931). Une plaque apposée sur la façade latérale donnant sur la rue du faubourg-Saint-Jacques perpétue son souvenir[5].
- No 2 : Alain-Fournier habita quatre ans au quatrième étage. C’est en effet là que, le 26 mars 1910, se sont installés M. et Mme Fournier, instituteurs de la ville de Paris, avec leur fils Henri qui va bientôt se faire connaître sous le pseudonyme d’Alain-Fournier en publiant son premier et unique roman qu'il écrivit, de 1910 à 1913, Le Grand Meaulnes. Une plaque en mémoire d'Alain-Fournier a été posée le 21 novembre 2006[6]. L'immeuble de 1900 est dû à l'architecte Gustave Poirier[7].
- No 3 : immeuble occupé par la Maison des sœurs de Notre-Dame des femmes en couches, institution fondée en 1856 grâce à laquelle 40 religieuses aidaient les femmes pauvres durant leur maternité. En 1903, l’architecte Claude François Saulnier (1866-1950) achète la parcelle et se fait construire un immeuble qui restera sa propriété et également son lieu de résidence, au moins jusqu'en 1927[8].
- No 3 bis : hôtel particulier de Lucien Simon et son épouse, Jeanne Simon, tous deux artistes peintres, réalisé par Louis Süe et son collaborateur, Paul Huillard, architecte[9].
- No 4 (précédemment no 6[10], plus anciennement no 1[11]) : porte cochère munie de chasse-roues curieusement précédée d'un petit perron de quatre marches et par conséquent non carrossable. La rue a fait l'objet d'un nivellement en vertu d'un décret du 13 mars 1895, entre la rue du Faubourg Saint-Jacques et l'avenue de l'Observatoire[12] ce qui explique cette singularité.
Ce portail donne accès à une cour pavée autour de laquelle s'articulent trois bâtiments (XVIIIe siècle[13]) : un corps de logis perpendiculaire à la rue (à gauche du portail) et deux ailes plus basses, l'une au fond de la cour, l'autre faisant suite — en retour d'équerre — jusqu'à la rue (à droite du portail). Le corps de logis et ses deux pavillons d'angle en avancée présentent (en 2022) trois niveaux au-dessus du rez-de-chaussée et des combles éclairés de lucarnes à deux pans.

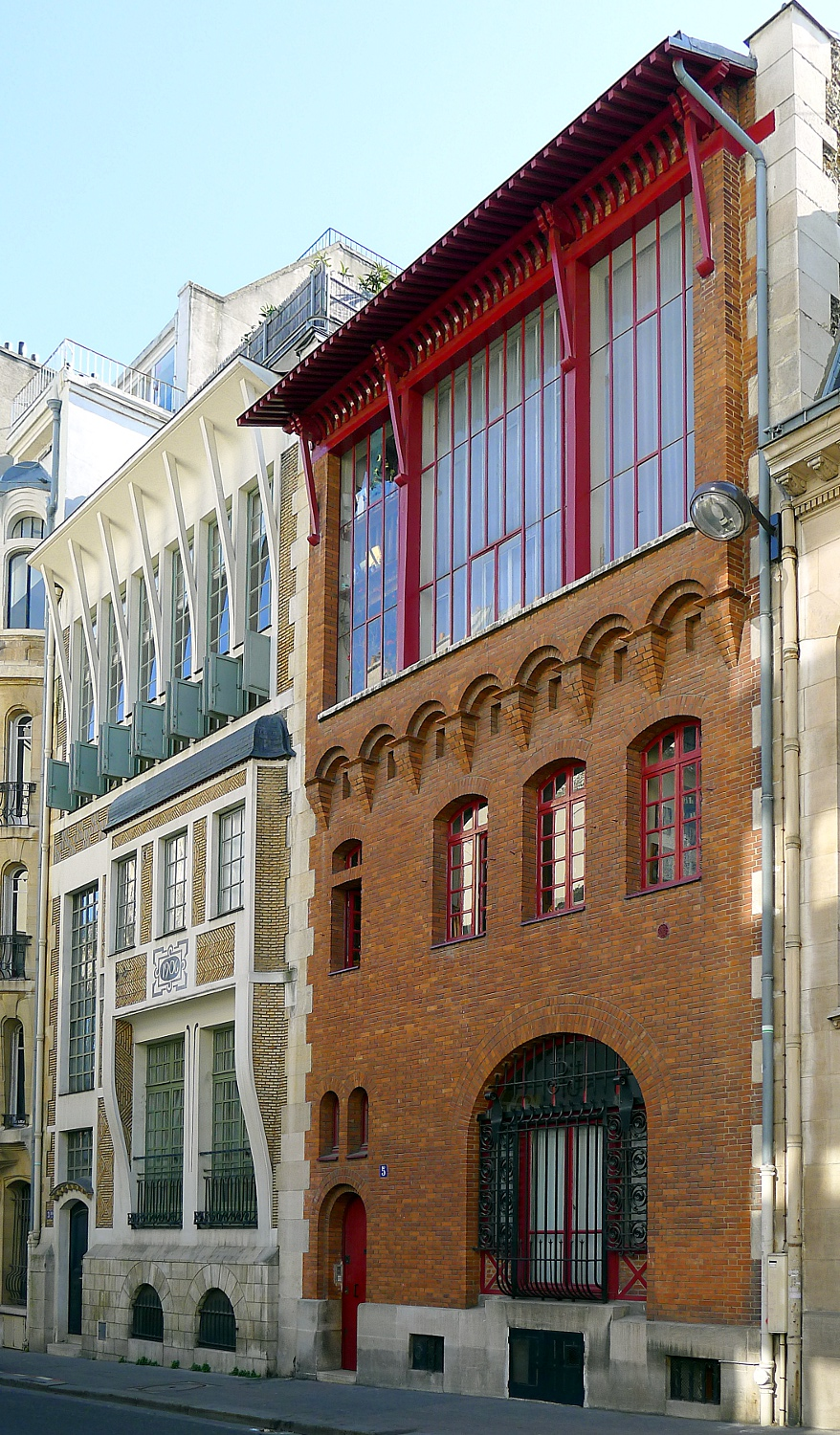
Immeubles no 3 bis et no 5.

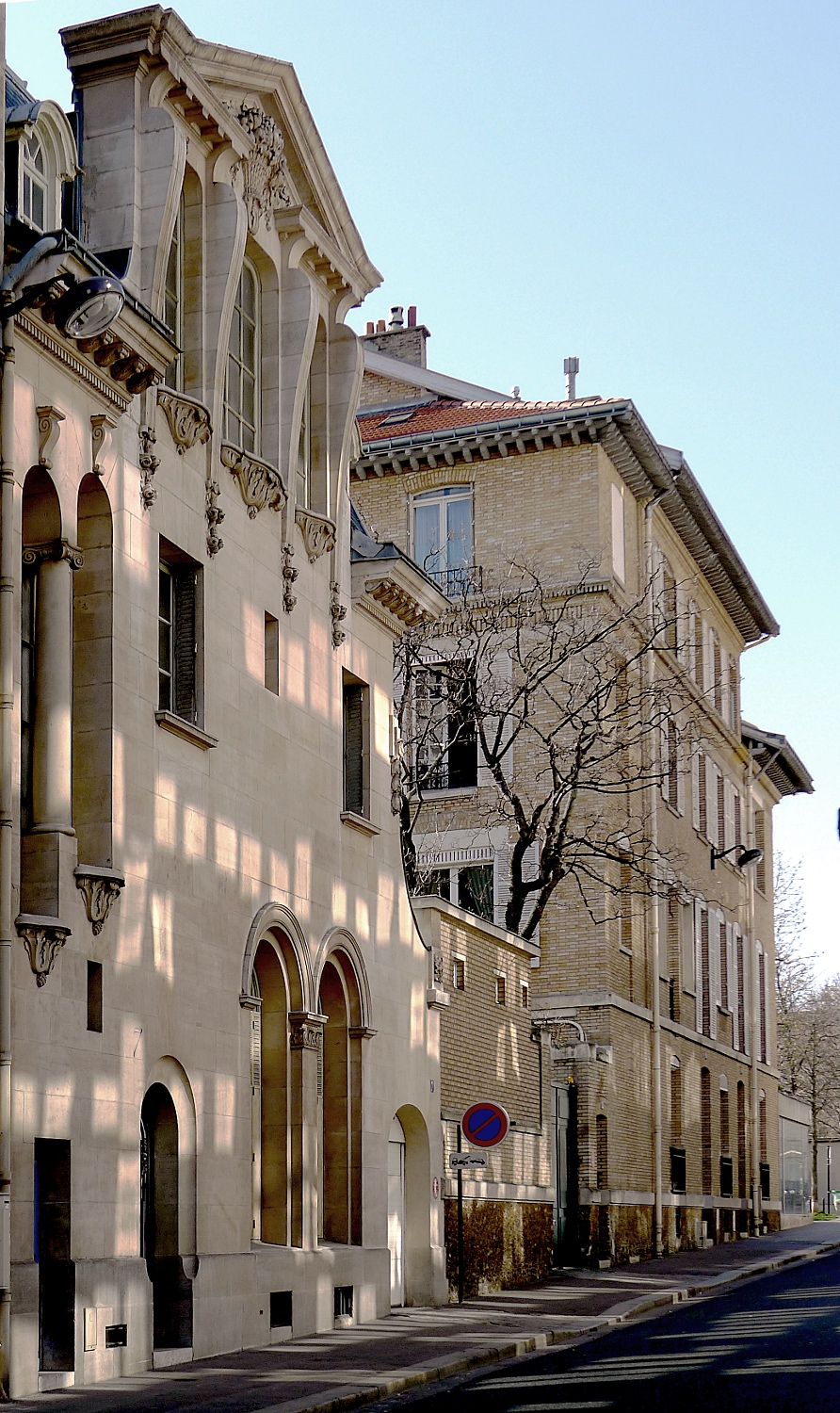
Immeubles nos 7, 9 et 11.

- No 5 : immeuble atelier construit en 1903 sous la conduite de Paul Huillard et Louis Süe[8] pour le peintre Jean-Paul Laurens et Yvonne Diéterle, atelier où André Gide et Charles Péguy lui rendaient visite[14].
- No 6 : corps de logis de la maison de la famille Roze qui, au XVIIIe siècle, exploitait la carrière des Chartreux, toute proche[15]. Le philosophe Alain, né Émile-Auguste Chartier (1868-1951) y a vécu.
- No 7 : hôtel Czernichowski (du nom du commanditaire). Les travaux ont été livrés le 22 mai 1903 par Louis Süe et Paul Huillard pour Pol de Czernichowski (1876-1916), surtout connu comme illustrateur[8].
  - Lors de fouilles archéologiques, effectuées en 1903 par Louis Capitan, des sépultures, des squelettes et un fragment de stèle ont été découverts. Cette dernière représente un forgeron. Elle est conservée au musée Carnavalet[16].
- No 8 : Robert-Jean Longuet, avocat et journaliste, arrière-petit-fils de Karl Marx, compagnon du général de Gaulle pendant la Seconde Guerre mondiale, y a vécu jusqu'à sa mort (1987) à l'âge de 85 ans.

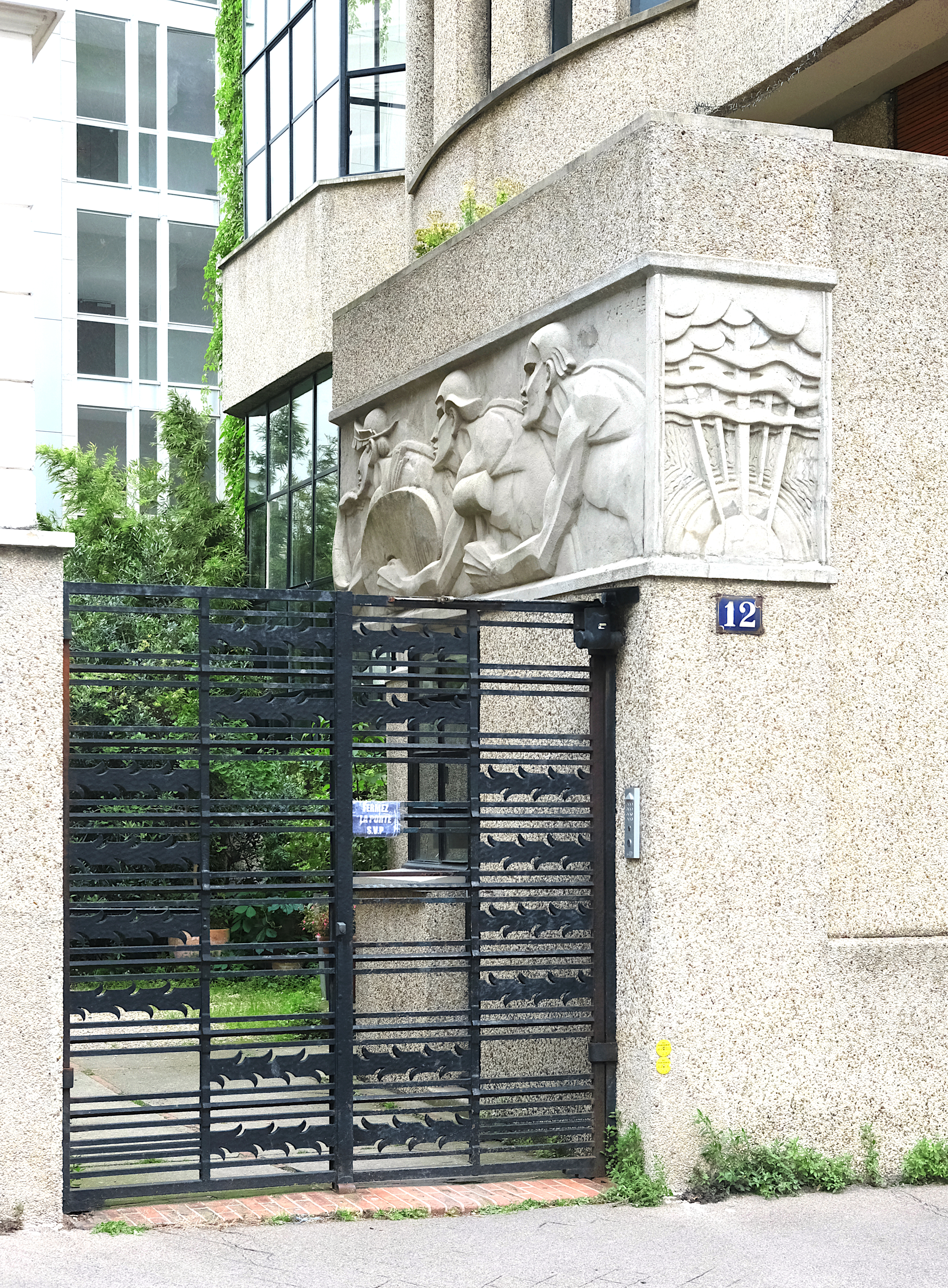
Entrée du n°12.

- No 8 bis : en 1963, les fouilles archéologiques, effectuées par Michel Fleury, ont permis la découverte d’un sarcophage en pierre, de deux squelettes en pleine terre et d’une tombe en cercueil[16].
- Nos 12-14 : immeuble construit entre 1930 et 1931 par l'architecte Charles Abella. Celui-ci est inscrit à l'inventaire supplémentaire des monuments historiques[17]. Il est représentatif de l'architecture des années 1930, avec sa pergola sur le toit, ses grandes baies vitrées, son angle arrondi donnant sur la rue, et surtout sa cage d'escalier, identifiable depuis l'extérieur grâce à ses petites fenêtres placées elles-mêmes en « escalier ». Ce sont également les bow-windows à pans coupés des ateliers d'artistes (sur deux étages), qui caractérisent l'architecture et marquent l'époque de construction. L'immeuble comporte une grande frise au rez-de-chaussée, visible depuis l'extérieur, réalisée par Xavier Haas. Plusieurs personnalités ont habité cette adresse[8] dont :

— Jean Moulin, quelques mois avant son arrestation, dans l'atelier des deuxième et troisième étages ;
— le peintre anglais Stanley Hayter (1901-1988) avait ici son atelier.

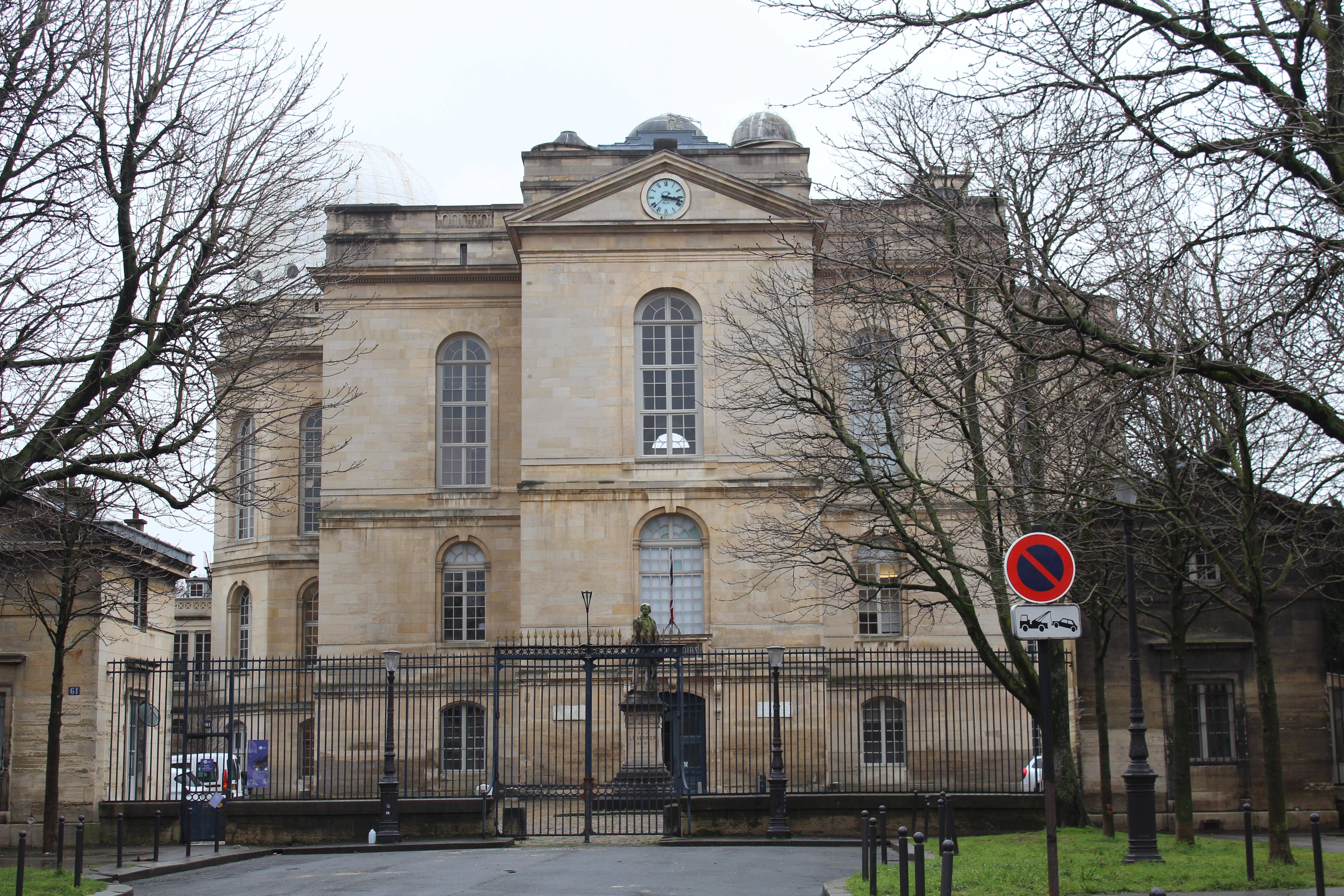
L'Observatoire vu de la rue Cassini.

- Nos 14 et 16 : entre ces numéros, passage de l'avenue de l'Observatoire et du méridien de Paris. L'avenue s'achève au sud, à quelques mètres de la rue Cassini, face au portail de la clôture métallique qui précède l'Observatoire de Paris (XVIIe siècle) dont l'axe central est précisément positionné sur la ligne du méridien. Celle-ci suit, sur le côté opposé, l'enfilade de l'avenue en direction du nord à travers et au-delà de laquelle apparaît dans le lointain la silhouette de la basilique du Sacre-Coeur.
- Nos 15 et 17 (et 42, avenue de l'Observatoire) : le mur bordant le trottoir sur toute la longueur du dernier tronçon de la voie dissimule l'ancienne maison du Fontainier (1619, classée[19]) et le regard no 27 de l'aqueduc Médicis.

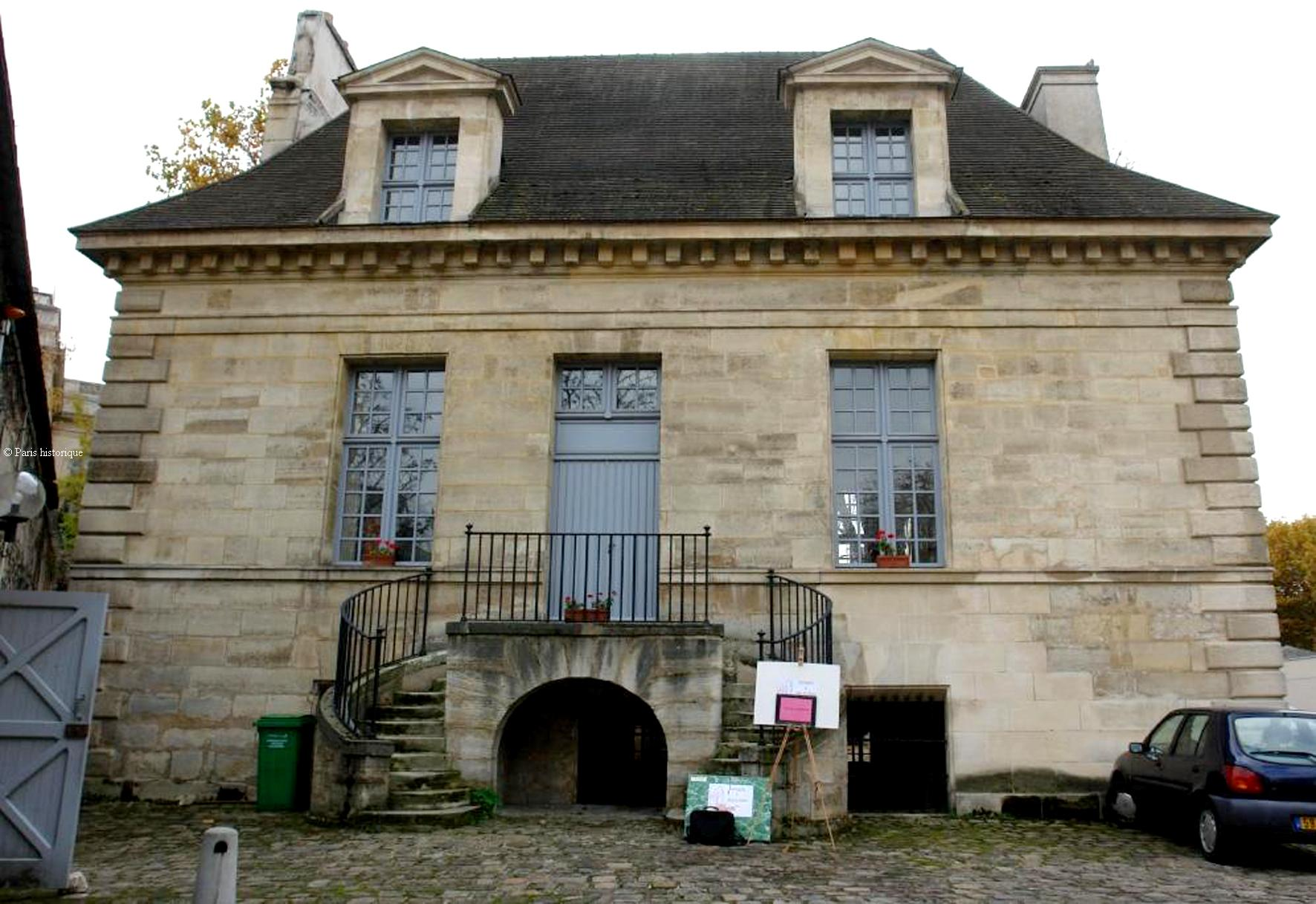
Maison du Fontainier, nos 15/17.
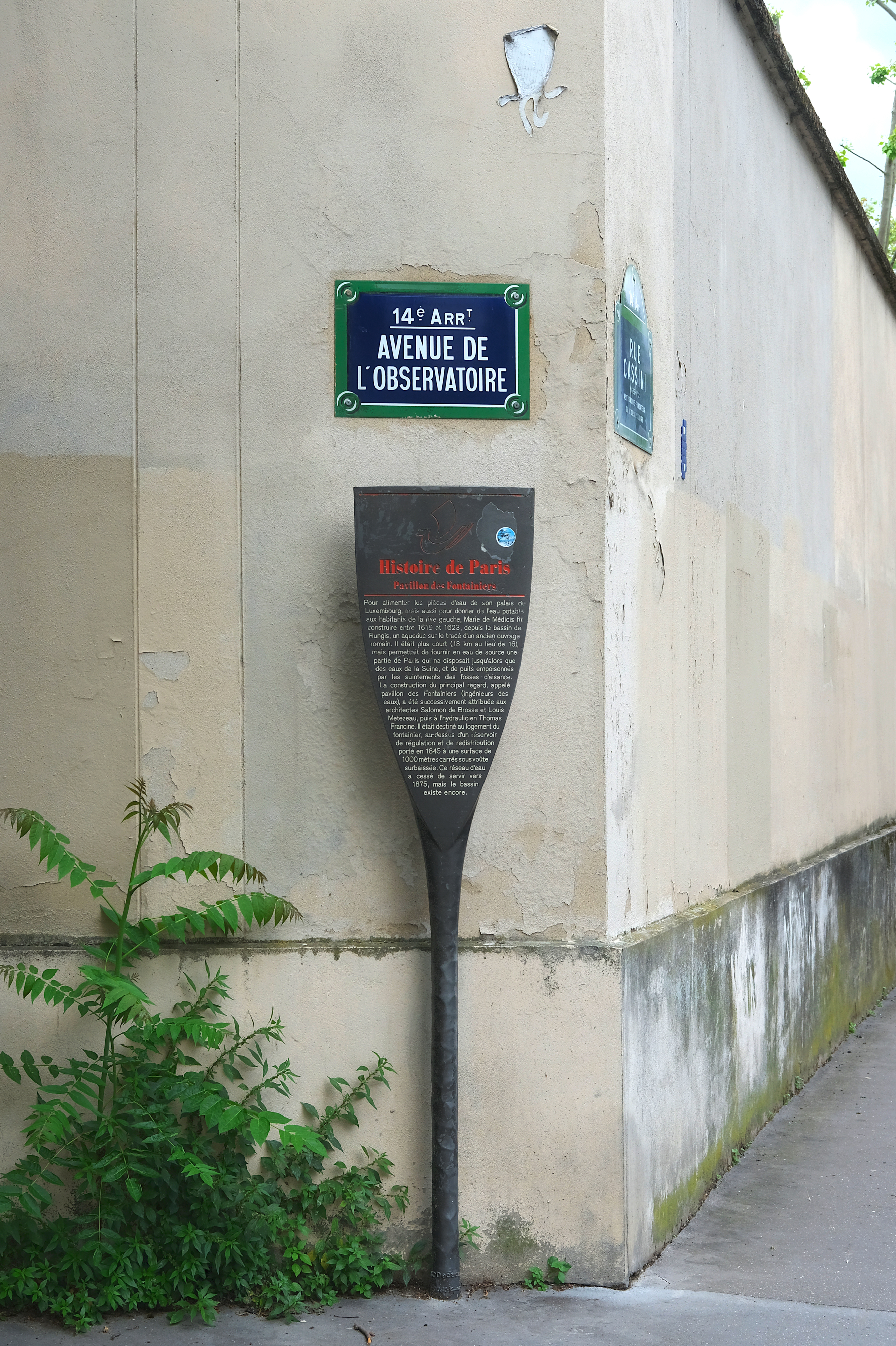
Panneau Histoire de Paris (maison des Fontainiers) à l'angle de l'avenue de l'Observatoire et de la rue Cassini.